# Angelopsis
Angelopsis är ett släkte av nässeldjur. Angelopsis ingår i familjen Rhodaliidae.
Kladogram enligt Catalogue of Life:
| Angelopsis | \| \| Angelopsis euryale \| \| \| \| \| \| Angelopsis globosa \| \| \| \| |
|            | \| \| Angelopsis euryale \| \| \| \| \| \| Angelopsis globosa \| \| \| \| |
|            | Arancialia                                                                |
|            |                                                                           |
|            | Archangelopsis                                                            |
|            |                                                                           |
|            | Dromalia                                                                  |
|            |                                                                           |
|            | Rhodalia                                                                  |
|            |                                                                           |
|            | Sagamalia                                                                 |
|            |                                                                           |
|            | Stephalia                                                                 |
|            |                                                                           |
|            | Thermopalia                                                               |
|            |                                                                           |
|            | Tridensa                                                                  |
|            |                                                                           |
|            | Angelopsis euryale                                                        |
|            |                                                                           |
|            | Angelopsis globosa                                                        |
|            |                                                                           |

|  | Angelopsis euryale |
|  |                    |
|  | Angelopsis globosa |
|  |                    |